# Stenopogon manii
Stenopogon manii là một loài ruồi trong họ Asilidae. Stenopogon manii được Joseph & Parui miêu tả năm 1997. Loài này phân bố ở miền Ấn Độ - Mã Lai.